# Open Pereira 2012
L'Open Pereira 2012, noto come Seguros Bolivar Open Pereira per ragioni di sponsorizzazione, è stato un torneo professionistico di tennis maschile giocato sulla terra rossa. È stata la 4ª edizione del torneo e faceva parte dell'ATP Challenger Tour nell'ambito dell'ATP Challenger Tour 2012. Si è giocato a Pereira in Colombia dal 9 al 15 aprile 2012.

## Partecipanti

### Teste di serie
| Nazionalità     | Giocatore              | Ranking* | Testa di serie |
| --------------- | ---------------------- | -------- | -------------- |
| Colombia        | Santiago Giraldo       | 55       | 1              |
| Colombia        | Alejandro Falla        | 56       | 2              |
| Spagna          | Rubén Ramírez Hidalgo  | 125      | 3              |
| Argentina       | Martín Alund           | 169      | 4              |
| Rep. Dominicana | Víctor Estrella Burgos | 203      | 5              |
| Argentina       | Guido Pella            | 204      | 6              |
| Colombia        | Carlos Salamanca       | 245      | 7              |
| Colombia        | Eduardo Struvay        | 247      | 8              |

- Ranking al 2 aprile 2012.

### Altri partecipanti
Giocatori che hanno ricevuto una wild card:
- Felipe Escobar
- Alejandro Falla
- Nicolás Massú
- Sebastian Serrano

Giocatori passati dalle qualificazioni:
- Nicolás Barrientos
- Júlio César Campozano
- Michael Quintero
- Goran Tošić

## Campioni

### Singolare
Carlos Salamanca ha battuto in finale  Rubén Ramírez Hidalgo con il punteggio di 5–7, 6–2, 6–1

### Doppio
Martín Alund /  Guido Pella hanno battuto in finale  Sebastián Decoud /  Rubén Ramírez Hidalgo con il punteggio di 6–3, 2–6, [10-5]